# チョ・ヨンス
チョ・ヨンス（ハングル：조영수、趙永水、1976年8月9日 - ）は、韓国の作曲家、編曲家、音楽プロデューサー。多彩な作風で様々な歌手にヒット曲を提供し、2000年代以降のK-POP界を代表する作曲家の一人となった。

## 主な作品
- オク・ジュヒョン『This Crush』

- SG Wannabe『僕の人』『アリラン』『ラララ』（作編曲）、『Timeless』（編曲）

- 神話『Brand New』（パク・クンテと共作）

- SS501『Fighter』

- キム・ジョングク『제자리 걸음』

- イ・スヨン『이 죽일놈의 사랑』

- イ・キチャン（朝鮮語版）『美人』

- SeeYa『사랑하기 때문에（ft.SG Wannabe）』『결혼할까요』『Hot Girl』『여인의 향기』『미워요』

- ダビチ『愛と戦争』『난 너에게』

- T-ARA『コジンマル』『Apple Is A』

- SeeYa ＆ ダビチ & T-ARA『女性時代』『ワンダーウーマン』

- ホン・ジニョン『愛のバッテリー』『私の愛』『生きるということ』『愛のWi-Fi』『GOOD BYE』『Love Tonight』

- リナ・パーク『No Break』『秘密』

- ORANGE CARAMEL『魔法少女』『A-ing♡』『上海ロマンス』『FUNNY HUNNY』

- チャン・ミンホ『生きる事はそんなことさ』

- アニメ『真・女神転生デビルチルドレン』韓国版主題歌

- 『Tears of Glory』（2018年平昌オリンピック表彰式音楽）

## 出演
- 明日はミス・トロット（シーズン1・2） - 審査員
- 明日はミスター・トロット - 審査員